# Voleibol
Voleibol (chamado frequentemente no Brasil de Vôlei e em Portugal de Vólei) é um esporte    praticado numa quadra dividida em duas partes por uma rede, possuindo duas equipes de seis jogadores em cada lado. O voleibol foi originalmente chamado de Mintonette, devido à sua semelhança com o Badminton. Ele também tem alguns elementos de tênis e handebol e até beisebol porque no conjunto de regras original havia 9 entradas com três saídas (saques). O objetivo da modalidade é fazer a bola passar sobre a rede de modo a que a bola toque no chão dentro da quadra adversária, ao mesmo tempo que se evita que os adversários consigam fazer o mesmo. O voleibol é um desporto olímpico, regulado pela Fédération Internationale de Volleyball (FIVB).

## História

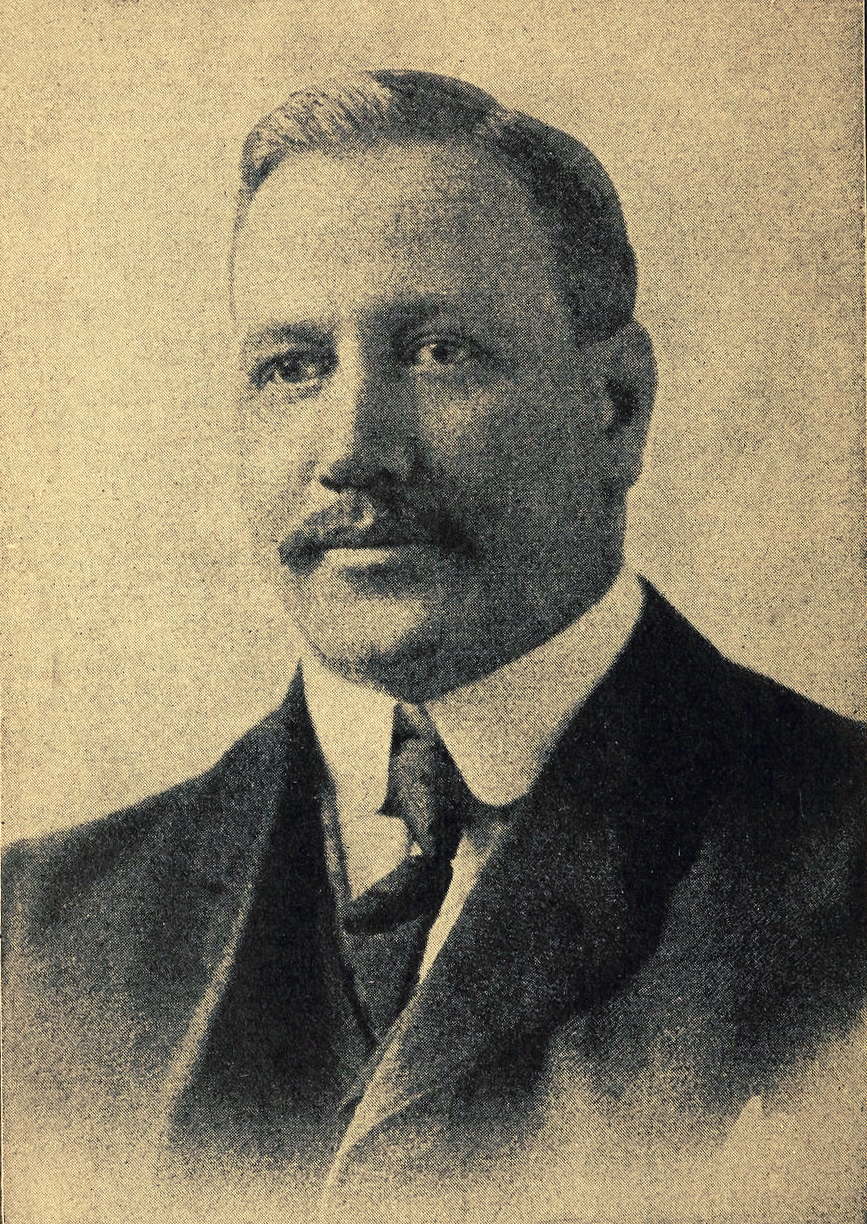
William George Morgan, o criador do voleibol.

O vôlei foi criado em 9 de fevereiro de 1895 por William George Morgan nos Estados Unidos. O objetivo de Morgan, que trabalhava na "Associação Cristã de Moços" (ACM), era criar um esporte de equipes sem contato físico entre os adversários, de modo a minimizar os riscos de lesões. Inicialmente jogava-se com uma câmara de ar da bola de basquetebol e foi chamado Mintonette, mas rapidamente ganhou popularidade com o nome de volleyball. O criador do voleibol morreu em 27 de dezembro de 1942 aos 72 anos de idade.
O voleibol de praia, uma modalidade derivada do voleibol surgida na década de 1920, tem obtido grande sucesso em diversos países, nomeadamente no Brasil e nos Estados Unidos.
Em 1947, foi fundada a Federação Internacional de Voleibol (FIVB). Dois anos mais tarde foi realizado o primeiro Campeonato Mundial de Voleibol. Na ocasião, só houve o evento masculino. Em 1952, o evento foi estendido também ao voleibol feminino. No ano de 1964, o voleibol passou a fazer parte do programa dos Jogos Olímpicos, tendo-se mantido até a atualidade.
A partir dos Jogos Olímpicos de 1988, uma nova regra impediu a interrupção do jogo para que se pudesse secar a quadra. Os times passaram a entrar com toalhinhas presas na parte de trás do calção, usadas sempre que o suor molha o piso (esta regra não está mais em vigor).
Karch Kiraly é considerado o maior jogador de vôlei de sempre, tendo conseguido medalhas de ouro no vôlei nos Jogos Olímpicos de 1984 e 1988 e depois repetido o feito no vôlei de praia, nos jogos de 1996, tendo sido o único jogador a conseguir a proeza.

## No Brasil
Antes do estouro do voleibol no Brasil, durante os anos 1980, a Seleção Brasileira se resumia a um único grande jogador. A dinastia de Antônio Carlos Moreno durou 21 anos e 366 jogos. Uma trajetória exemplar, iniciada aos dezessete anos, em que ele disputou sete campeonatos sul-americanos e quatro jogos Pan-Americanos. Participou também de quatro mundiais e cinco Olimpíadas.
Nos esportes coletivos, a primeira medalha de ouro olímpica conquistada por um país lusófono foi obtida pela equipe masculina de vôlei do Brasil nos Jogos Olímpicos de Verão de 1992. A proeza se repetiu nos Jogos Olímpicos de Verão de 2004 e nos Jogos Olímpicos de Verão de 2008 foi a vez da seleção brasileira feminina ganhar a sua primeira medalha de ouro em Olimpíadas.
A Seleção Masculina de Voleibol do Brasil possui os dois recordes mundiais de público na história do voleibol: em 26 de Julho de 1983, no Estádio do Maracanã, no Rio de Janeiro, 95 887 pessoas viram O Grande Desafio de Vôlei – Brasil X URSS, uma partida amistosa na qual o Brasil derrotou a então campeã olímpica e mundial, União Soviética, por 3-1, num recorde absoluto da história do esporte. No dia 6 de Julho de 1995, no Ginásio do Mineirinho, em Belo Horizonte, foi batido o recorde de público numa partida indoor: 25 326 torcedores superlotaram o ginásio para ver a Itália bater o Brasil por 3-2, na fase decisiva de classificação para as finais da Liga Mundial daquele ano.

## Regras

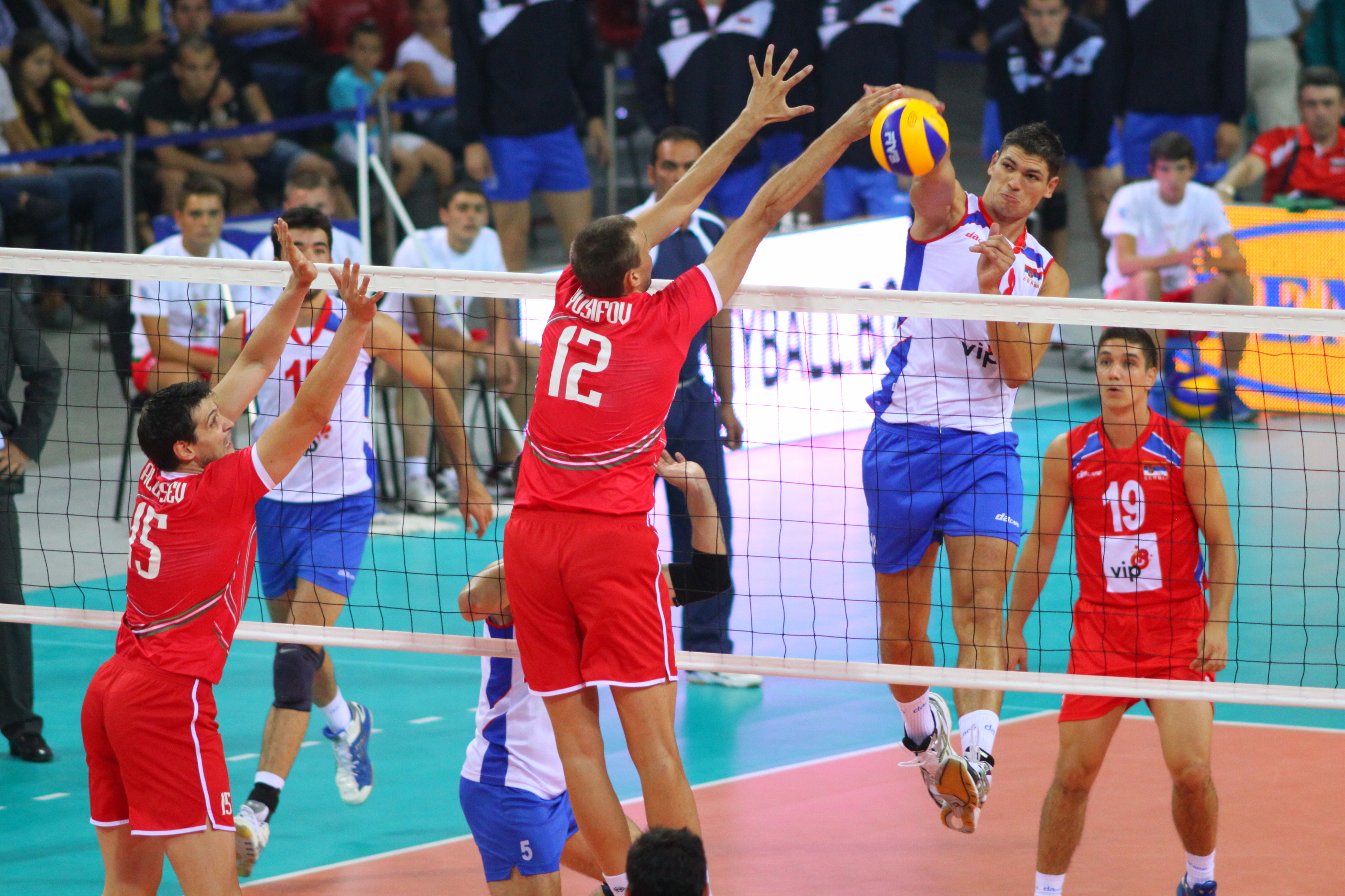
As seleções de Bulgária e Sérvia se enfrentam em 2011.

Cada equipe de voleibol é constituída por 12 jogadores: seis efetivos (sendo um líbero) e seis suplentes. Em quadra, portanto, ficam dois times de seis jogadores.
As equipes são separadas por uma rede no meio da quadra. O jogo começa com um dos times que devem sacar. Logo depois do saque, a bola deve ultrapassar a rede e seguir ao campo do adversário onde os jogadores tentam evitar que a bola entre no seu campo usando qualquer parte do corpo (antes não era válido usar membros da cintura para baixo, mas as regras foram mudadas). O jogador pode rebater a bola para que ela passe para o campo adversário sendo permitidos dar três toques na bola antes que ela passe, sempre alternando os jogadores que dão os toques. Caso a bola caia, é ponto do time adversário.
O jogador não pode encostar na rede e, caso isso ocorra, o ponto será para o outro time. O mesmo jogador não pode dar 2 ou mais toques seguidos na bola, exceção no caso do toque de Bloqueio.

### O campo
É retangular, com a dimensão de 18 x 9 metros, com uma rede no meio colocada a uma altura variável, conforme o sexo e a categoria dos jogadores (exemplo dos seniores e juniores: masculino 2,43 metros e feminino 2,24 metros).
Há uma linha de 3 metros em direção do campo para a rede, dos dois lados e uma distância de 6 metros até o fim da quadra. Fazendo uma quadra de extensão de 18 metros de ponta a ponta e 9 metros de lado a lado.
O campo mede 18 metros de comprimento por 9 de largura (18 x 9 metros), e é dividido por uma linha central em um dos lados de nove metros que constituem as quadras de cada time. O objetivo principal é conquistar pontos fazendo a bola encostar na quadra adversária ou sair da área de jogo após ter sido tocada por um oponente.

### Equipamento

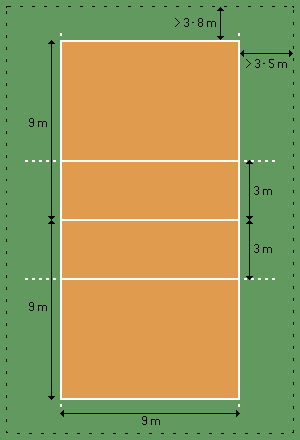
Campo de Voleibol.

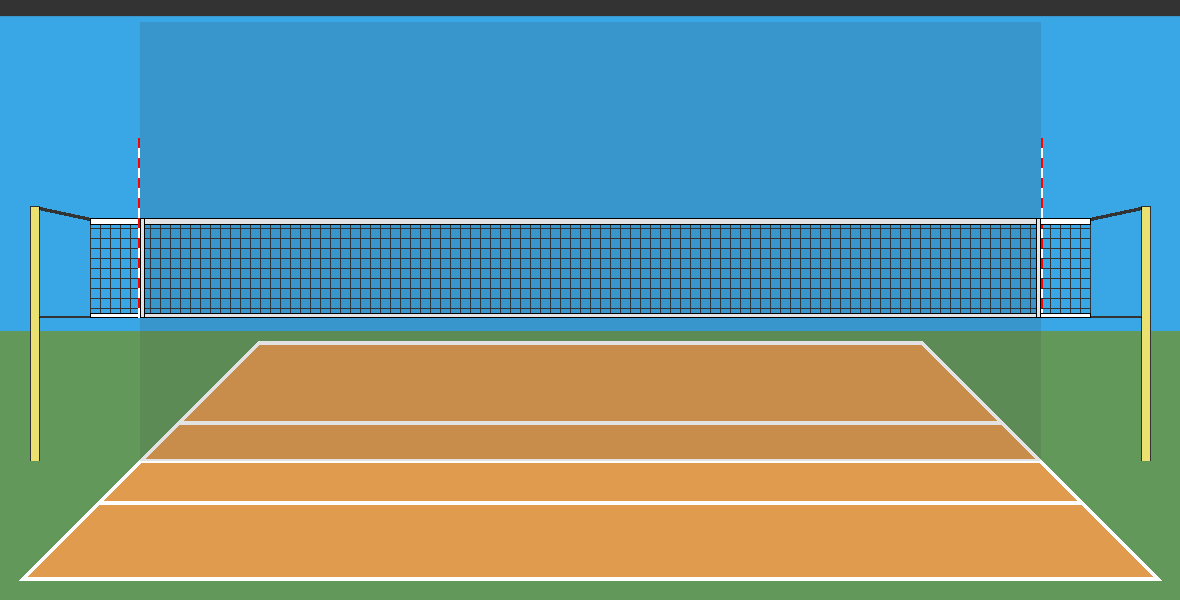
Rede de voleibol

As partidas de voleibol são confrontos envolvendo duas equipes disputados em ginásio coberto ou ao ar livre conforme desejado.
Acima da linha central, é postada uma rede de material sintético a uma altura de 2,43 m para homens ou 2,24 m para mulheres (no caso de competições juvenis, infanto-juvenis e mirins, as alturas são diferentes). Cada quadra é por sua vez dividida em duas áreas de tamanhos diferentes (usualmente denominadas "rede" e "fundo") por uma linha que se localiza, em cada lado, a três metros da rede ("linha de 3 metros").
No voleibol, todas as linhas delimitadoras são consideradas parte integrante do campo. Deste modo, uma bola que toca a linha é considerada "dentro" (válida), e não "fora" (inválida). Acima da quadra, o espaço aéreo é delimitado no sentido lateral por duas antenas postadas em cada uma das extremidades da rede. No sentido vertical, os únicos limites são as estruturas físicas do ginásio.
Caso a bola toque em uma das antenas ou nas estruturas físicas do ginásio, o ponto vai automaticamente para o oponente do último jogador que a tocou.
A bola empregada nas partidas de voleibol é composta de couro ou couro sintético e mede aproximadamente 65 centímetros de perímetro. Ela pesa em torno de 270 gramas e deve ser inflada com ar comprimido a uma pressão de 0,30 quilogramas por centímetro quadrado.

### Estrutura
Ao contrário de muitos esportes, tais como o futebol ou o basquetebol, o voleibol é jogado por pontos, e não por tempo. Cada partida é dividida em sets que terminam quando uma das duas equipes conquista 25 pontos. Deve haver também uma diferença de no mínimo dois pontos com relação ao placar do adversário - caso contrário, a disputa prossegue até que tal diferença seja atingida. O vencedor será aquele que conquistar primeiramente três sets.
Como o jogo termina quando um time completa três sets vencidos, cada partida de voleibol dura no máximo cinco sets. Se isto ocorrer, o último recebe o nome de tie-break e termina quando um dos times atinge a marca de 15, e não 25 pontos. Como no caso dos demais, também é necessária uma diferença de dois pontos com relação ao placar do adversário.
Cada equipe é composta por doze jogadores, dos quais seis estão atuando na quadra e seis permanecem no banco na qualidade de reservas. As substituições são limitadas: cada técnico pode realizar no máximo seis por set, e cada jogador só pode ser substituído uma única vez - com exceção do líbero - devendo necessariamente retornar à quadra para ocupar a posição daquele que tomara originalmente o seu lugar.
Os seis jogadores de cada equipe são dispostos na quadra do seguinte modo. No sentido do comprimento, três estão mais próximos da rede, e três mais próximos do fundo; e, no sentido da largura, dois estão mais próximos da lateral esquerda; dois, do centro da quadra; e dois, da lateral direita. Estas posições são identificadas por números: com o observador postado frente à rede, aquela que se localiza no fundo à direita recebe o número 1, e as outras seguem-se em ordem crescente conforme o sentido anti-horário.

### O jogo

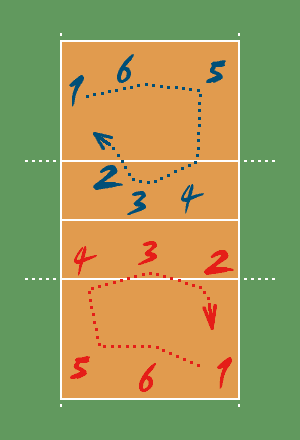
Posicionamento e rotação.

No início de cada set, o jogador que ocupa a posição 1 realiza o saque, e, acerta a bola com a mão tencionando fazê-la atravessar o espaço aéreo delimitado pelas duas antenas e aterrissar na quadra adversária. Os oponentes devem então fazer a bola retornar tocando-a no máximo três vezes, e evitando que o mesmo jogador toque-a por duas vezes consecutivas.
O primeiro contato com a bola após o saque é denominado recepção ou passe, e seu objetivo primordial é evitar que ela atinja uma área válida do campo. Segue-se então usualmente o levantamento, que procura colocar a bola no ar de modo a permitir que um terceiro jogador realize o ataque, ou seja, acerte-a de forma a fazê-la aterrissar na quadra adversária, conquistando deste modo o ponto.
No momento em que o time adversário vai atacar, os jogadores que ocupam as posições 2, 3 e 4 podem saltar e estender os braços, numa tentativa de impedir ou dificultar a passagem da bola por sobre a rede. Este movimento é denominado bloqueio, e não é permitido para os outros três atletas que compõem o restante da equipe.
Em termos técnicos, os jogadores que ocupam as posições 1, 6 e 5 só podem acertar a bola acima da altura da rede em direção à quadra adversária se estiverem no "fundo" de sua própria quadra. Por esta razão, não só o bloqueio torna-se impossível, como restrições adicionais se aplicam ao ataque. Para atacar do fundo, o atleta deve saltar sem tocar com os pés na linha de três metros ou na área por ela delimitada; o contato posterior com a bola, contudo, pode ocorrer no espaço aéreo frontal.
Após o ataque adversário, o time procura interceptar a trajetória da bola com os braços ou com outras partes do corpo para evitar que ela aterrisse na quadra. Se obtém sucesso, diz-se que foi feita uma defesa, e seguem-se novos levantamento e ataque. O jogo continua até que uma das equipes cometa um erro ou consiga fazer a bola tocar o campo do lado oponente.
Se o time que conquistou o ponto não foi o mesmo que havia sacado, os jogadores devem deslocar-se em sentido horário, passando a ocupar a próxima posição de número inferior à sua na quadra (ou a posição 3, no caso do atleta que ocupava a posição 4). Este movimento é denominado rodízio.

### Líbero
O líbero é um atleta especializado nos fundamentos que são realizados com mais frequência no fundo da quadra, isto é, recepção e defesa. Esta função foi introduzida pela FIVB em 1998, com o propósito de permitir disputas mais longas de pontos e tornar o jogo deste modo mais atraente para o público. Um conjunto específico de regras se aplica exclusivamente a este jogador.
O líbero deve utilizar uniforme diferente dos demais, antes não podia ser capitão mas desde de 2022 essa regra mudou, não pode atacar, bloquear ou sacar. Quando a bola não está em jogo, ele pode trocar de lugar com qualquer outro jogador sem notificação prévia aos árbitros, e suas substituições não contam para o limite que é concedido por set a cada técnico.
Por fim, o líbero só pode realizar levantamentos de toque do fundo da quadra. Caso esteja pisando sobre a linha de três metros ou sobre a área por ela delimitada, deverá exercitar somente levantamentos de manchete, pois se o fizer de toque por cima (pontas dos dedos) o ataque deverá ser executado com a bola abaixo do bordo superior da rede.

### Pontos
Existem basicamente duas formas de marcar pontos no voleibol. A primeira consiste em fazer a bola aterrissar sobre a quadra adversária como resultado de um ataque, de um bloqueio bem sucedido ou, mais raramente, de um saque que não foi corretamente recebido. A segunda ocorre quando o time adversário comete um erro ou uma falta.
Diversas situações são consideradas erros:
- A bola toca em qualquer lugar exceto em um dos doze atletas que estão em quadra, ou no campo válido de jogo ("bola fora").
- O jogador toca consecutivamente duas vezes na bola ("dois toques").
- O jogador empurra a bola, ao invés de acertá-la. Este movimento é denominado "carregar ou condução".
- A bola é tocada mais de três vezes antes de retornar para o campo adversário.
- A bola toca a antena, ou passa sobre ou por fora da antena em direção à quadra adversária.
- O jogador encosta na borda superior da rede.
- Um jogador que está no fundo da quadra realiza um bloqueio.
- Um jogador que está no fundo da quadra pisa na linha de três metros ou na área frontal antes de fazer contato com a bola acima do bordo superior da rede ("invasão do fundo").
- Postado dentro da zona de ataque da quadra ou tocando a linha de três metros, o líbero realiza um levantamento de toque que é posteriormente atacado acima da altura da rede.
- O jogador bloqueia o saque adversário.
- O jogador está fora de posição no momento do saque.
- O jogador saca quando não está na posição 1.
- O jogador toca a bola no espaço aéreo acima da quadra adversária em uma situação que não se configura como um bloqueio ("invasão por cima").
- O jogador toca a quadra adversária por baixo da rede com qualquer parte do corpo exceto as mãos ou os pés ("invasão por baixo").
- O jogador leva mais de oito segundos para sacar
- No momento do saque, os jogadores que estão na rede pulam e/ou erguem os braços, com o intuito de esconder a trajetória da bola dos adversários. Esta falta é denominada screening
- Os "dois toques" são permitidos no primeiro contato do time com a bola, desde que ocorram em uma "ação simultânea" - a interpretação do que é ou não "simultâneo" fica a cargo do arbitro.
- A não ser no bloqueio. O toque da bola no bloqueio não é contabilizado.
- A invasão por baixo de mãos e pés é permitida apenas se uma parte dos membros permanecer em contato com a linha central.

## Arbitragem

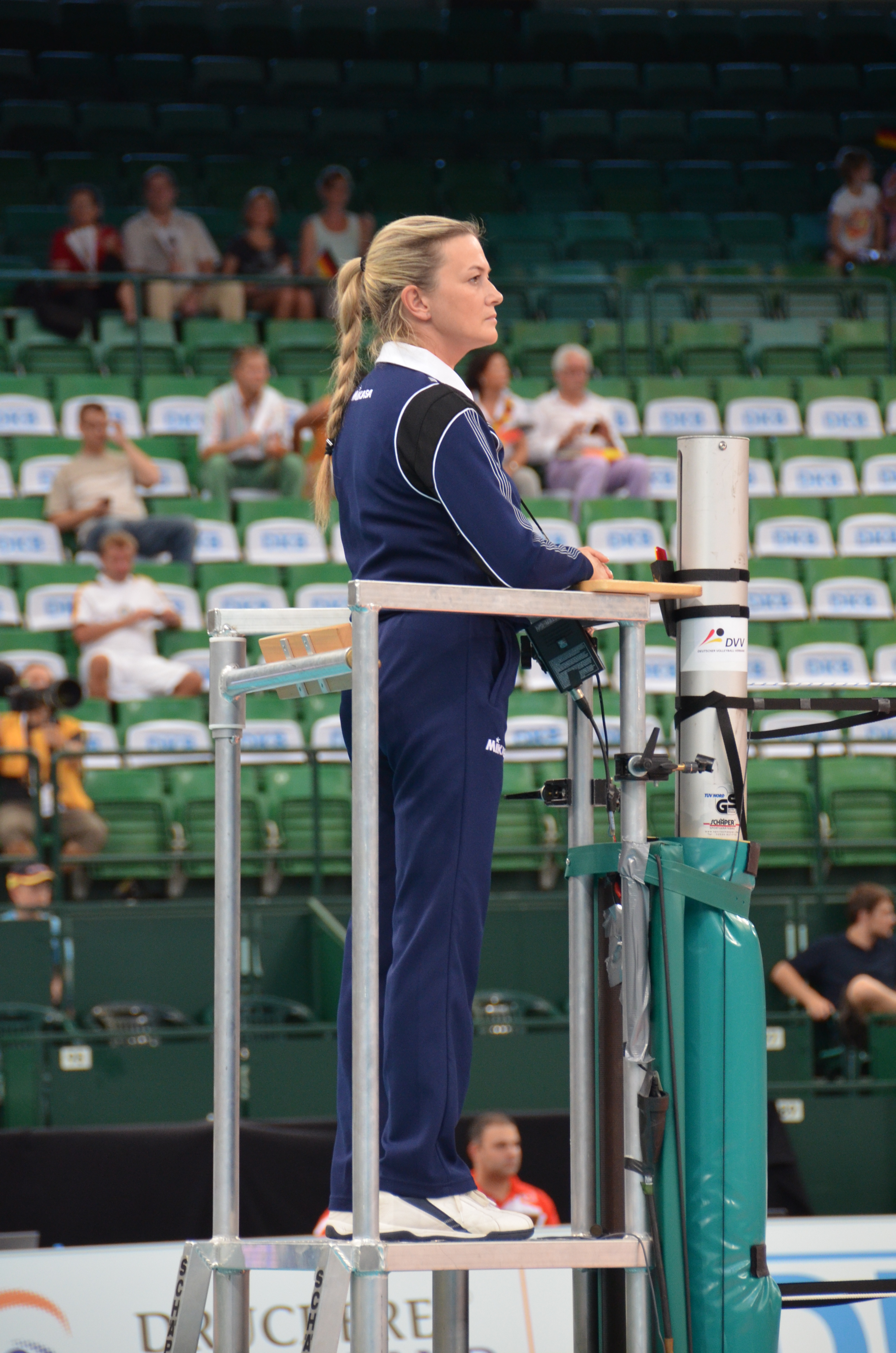
Primeira Árbitra

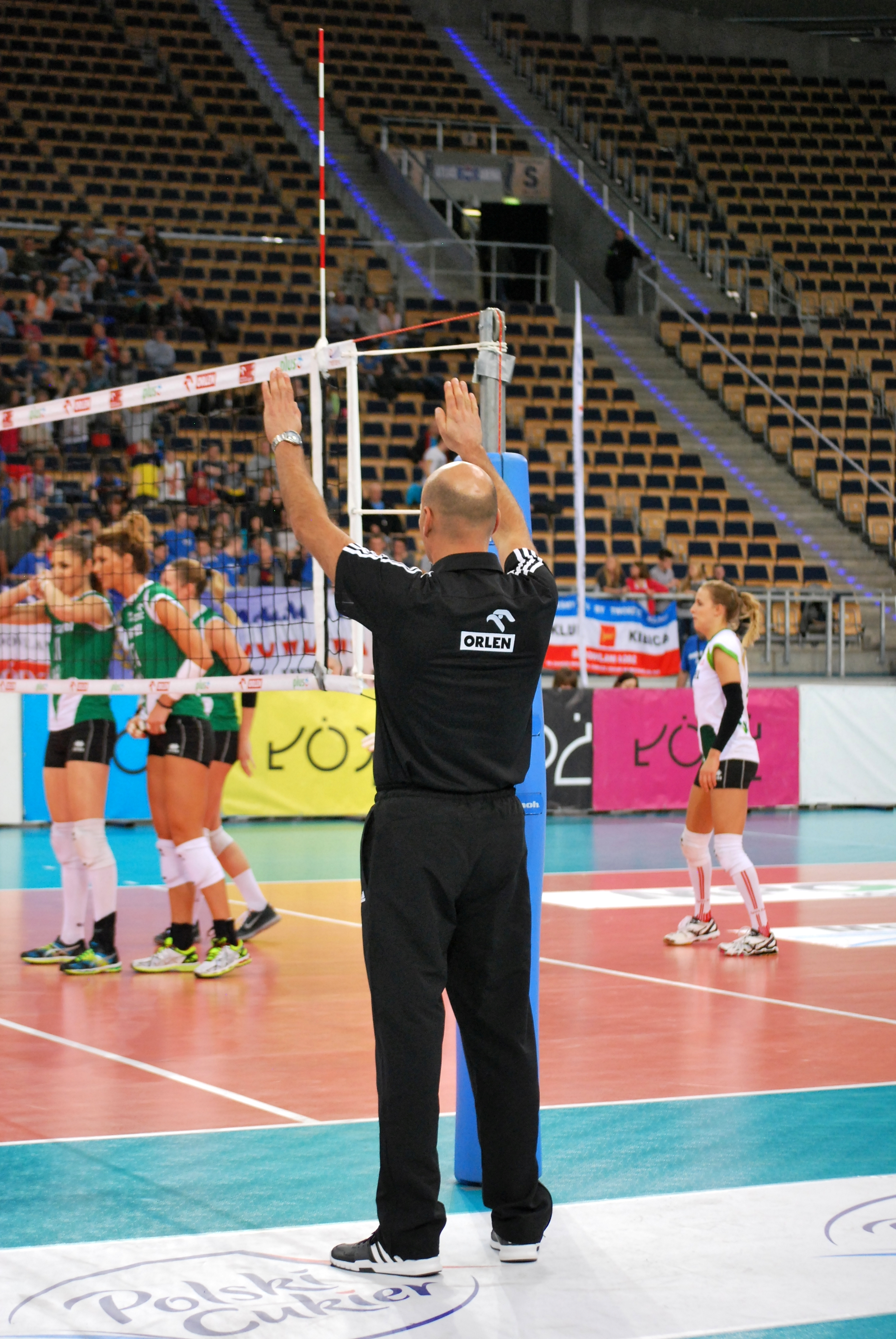
Segundo Árbitro

A arbitragem é composta pelo primeiro e segundo árbitros, dois ou quatro  juízes de linha e o apontador; Além disso, pode haver um assistente do escritor. A composição da equipe de arbitragem e a sua divisão de tarefas variam consoante o nível da liga e a natureza da competição.

### Sinais de mãos

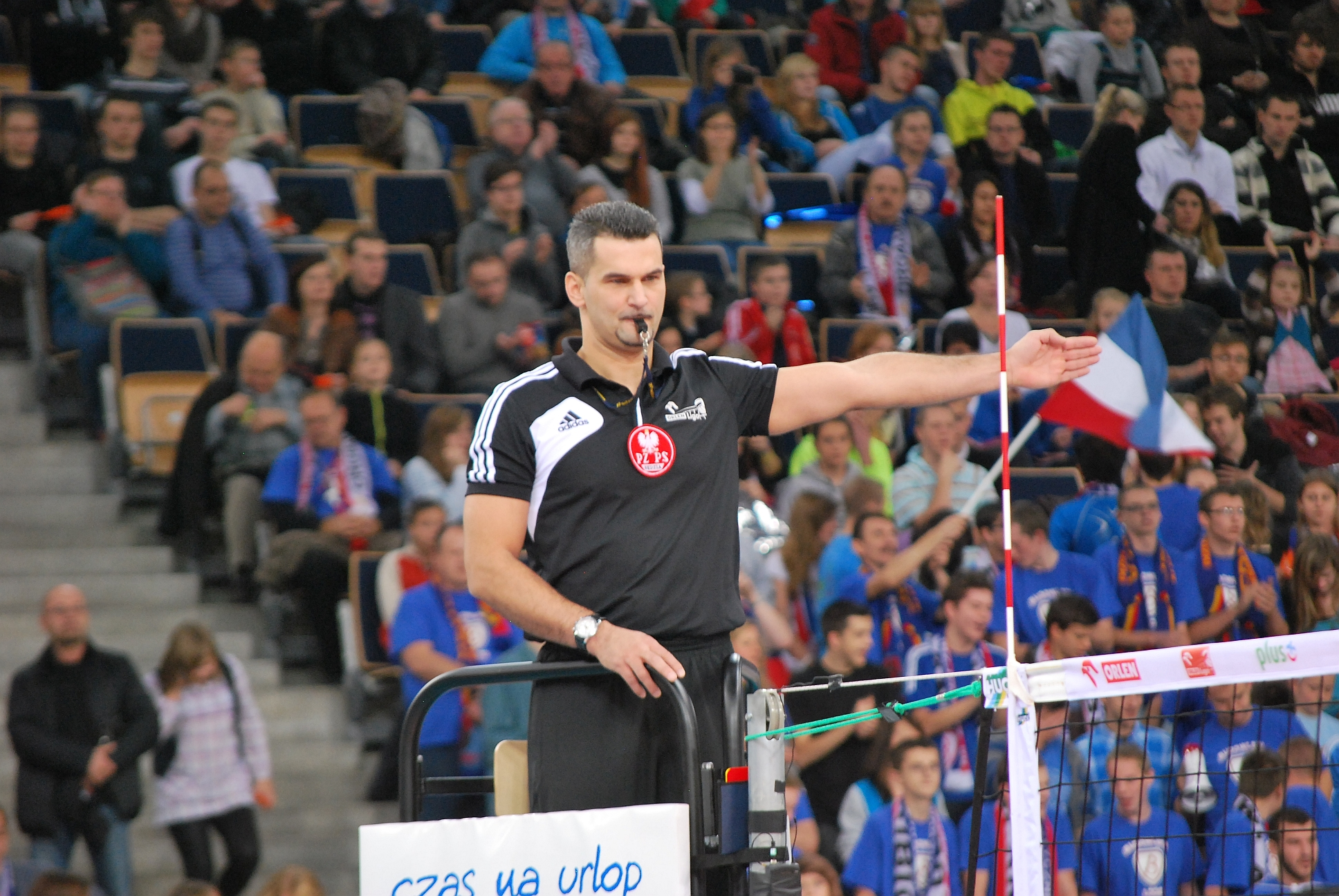
Servir para a equipa à esquerda do árbitro
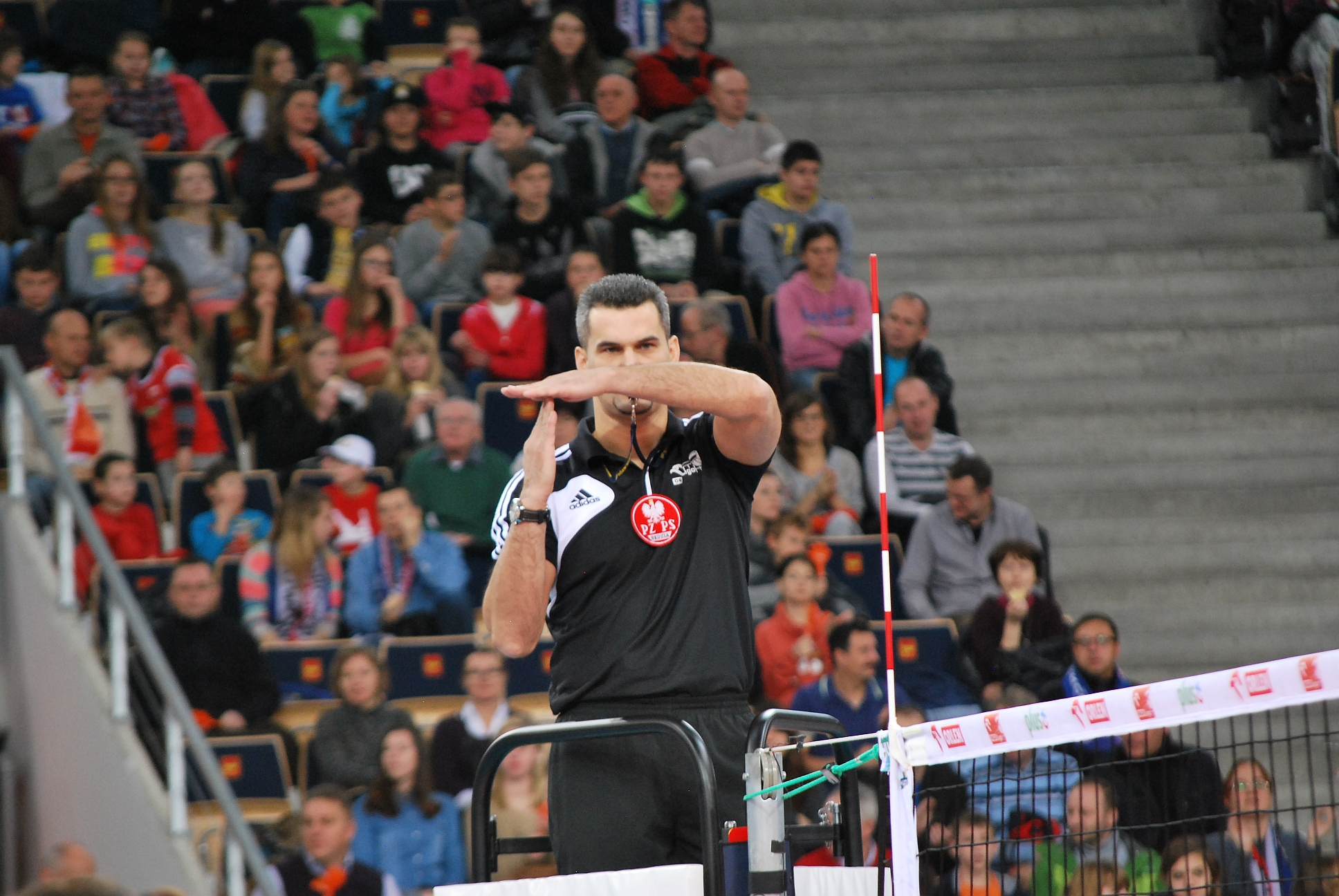
Tempo para equipe à direita do árbitro
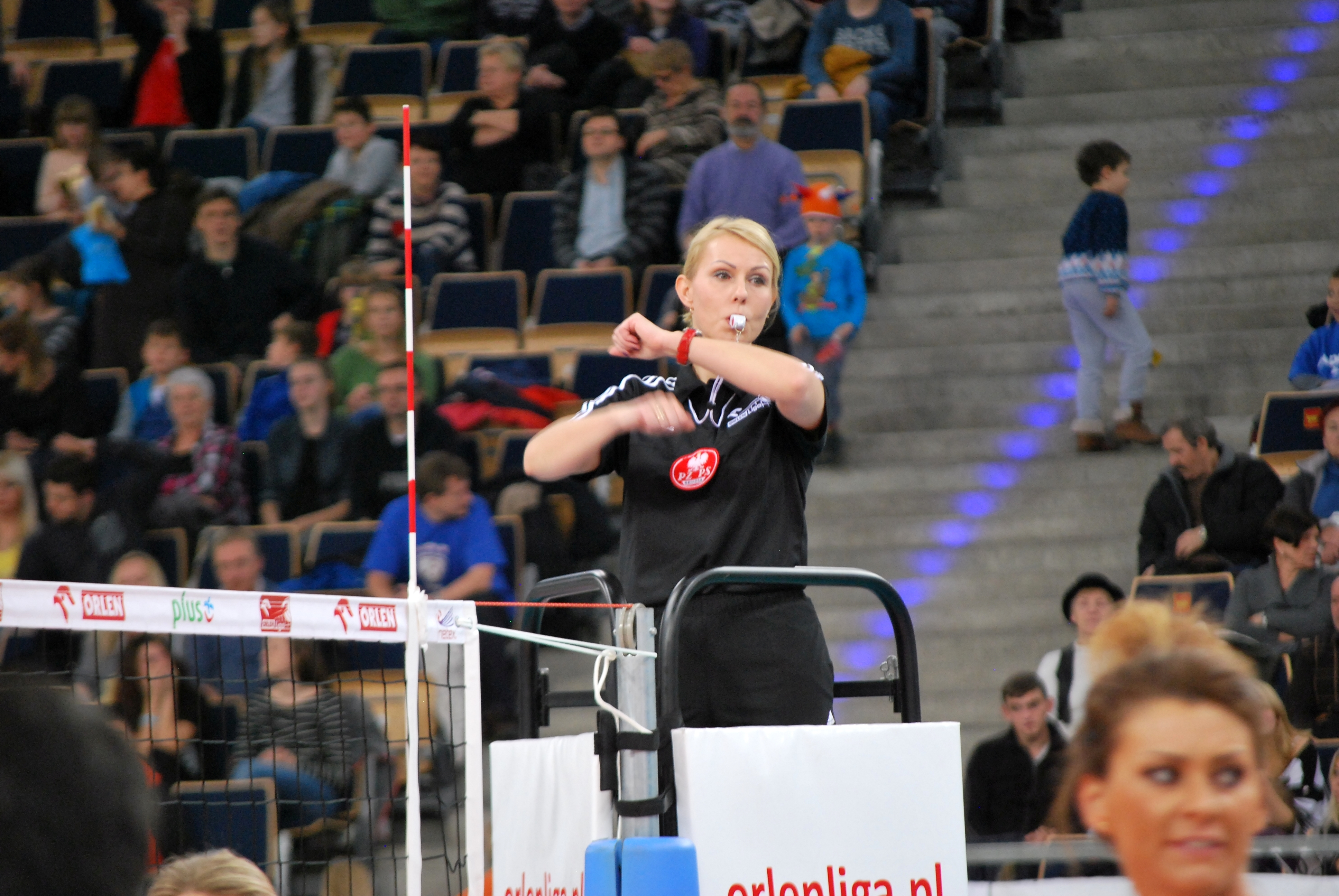
Substituição
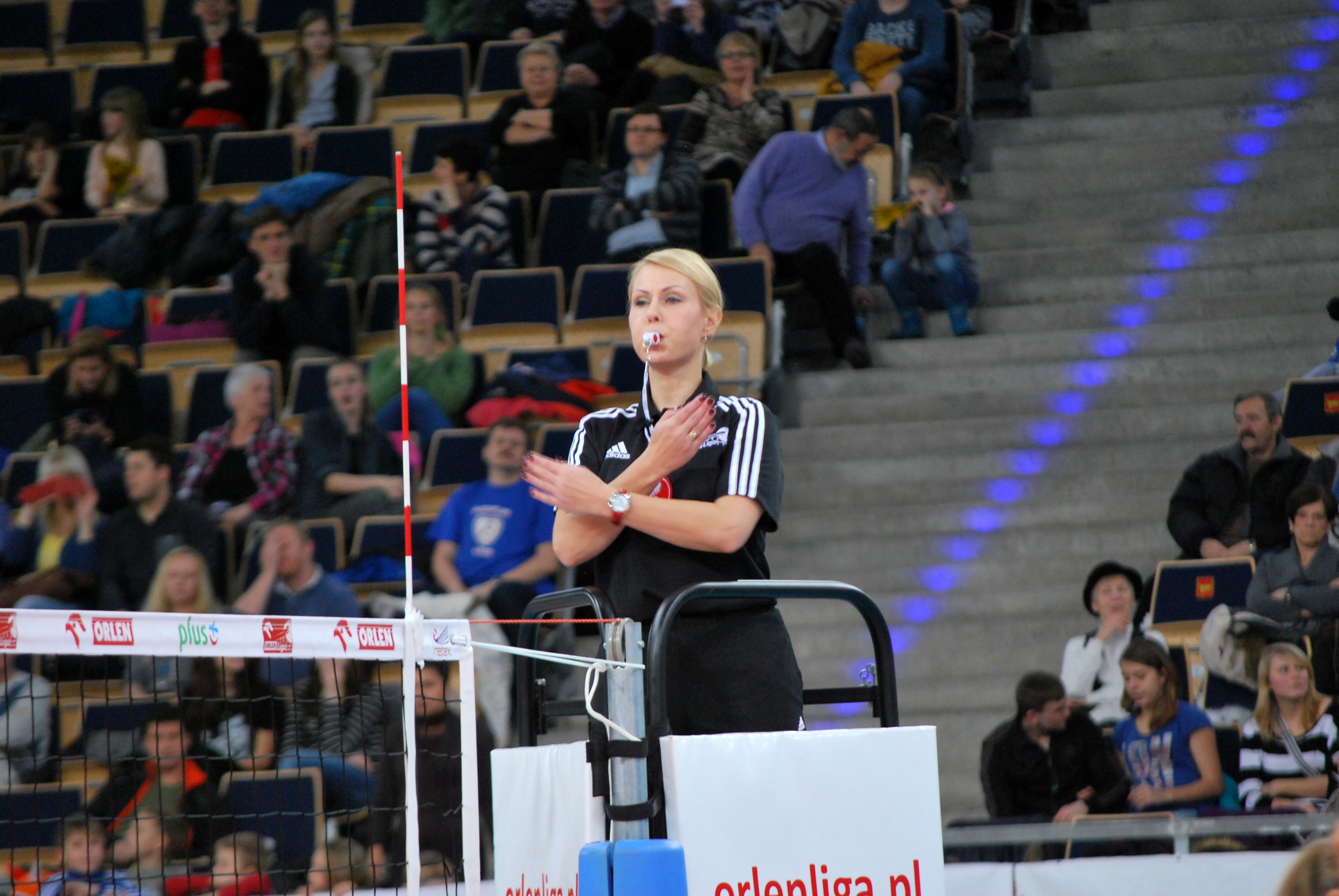
Fim de jogo
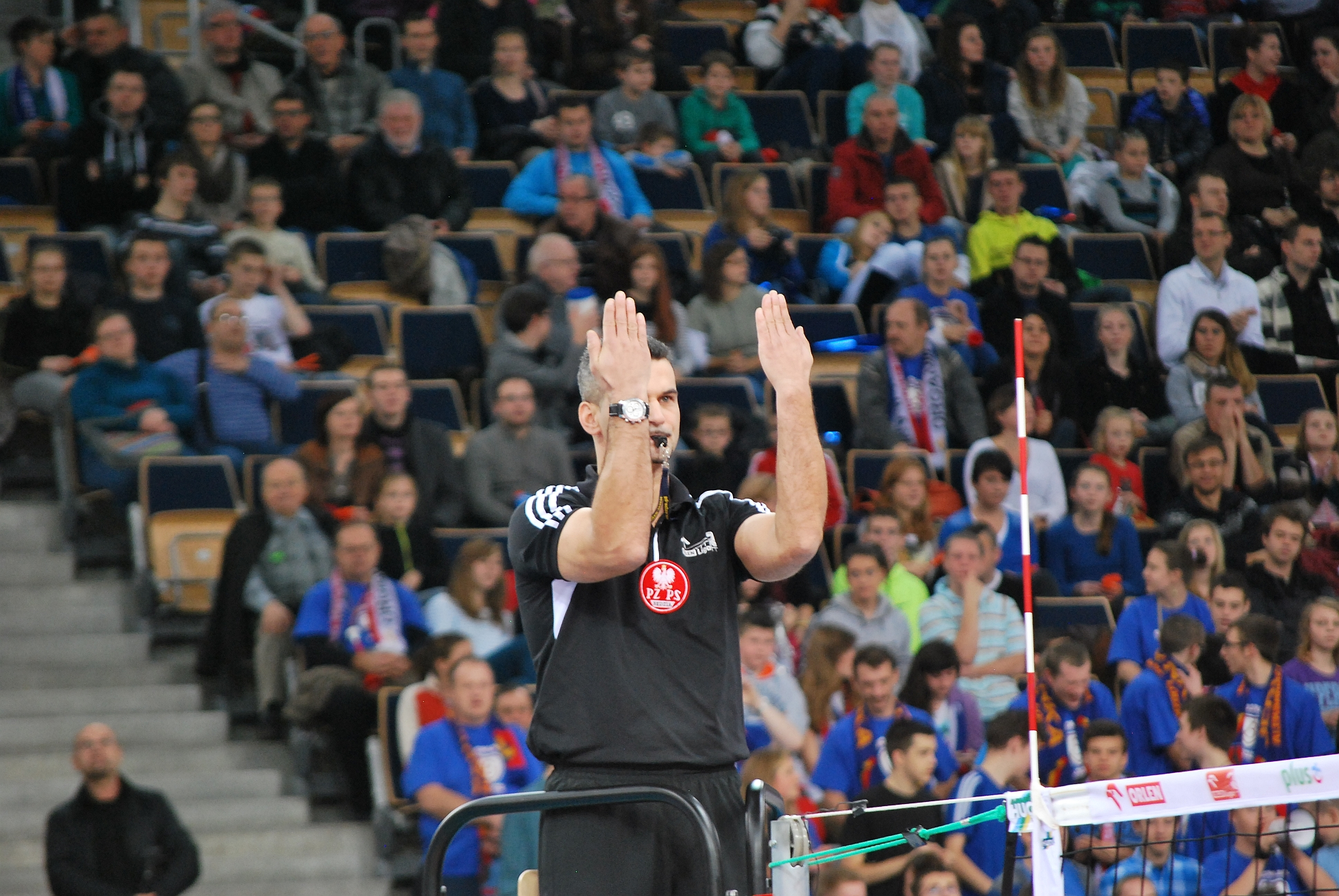
Bola Fora
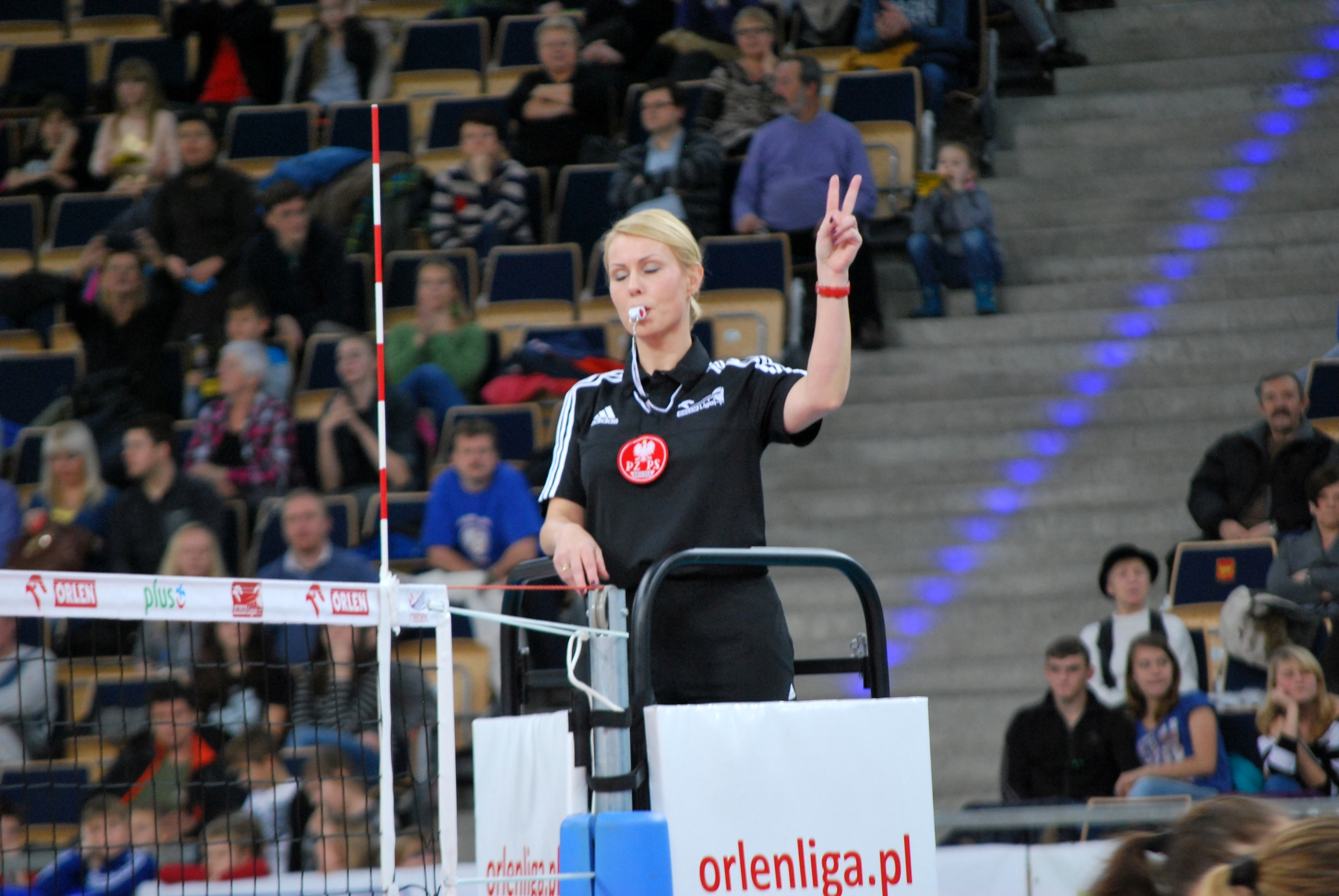
Dois toques
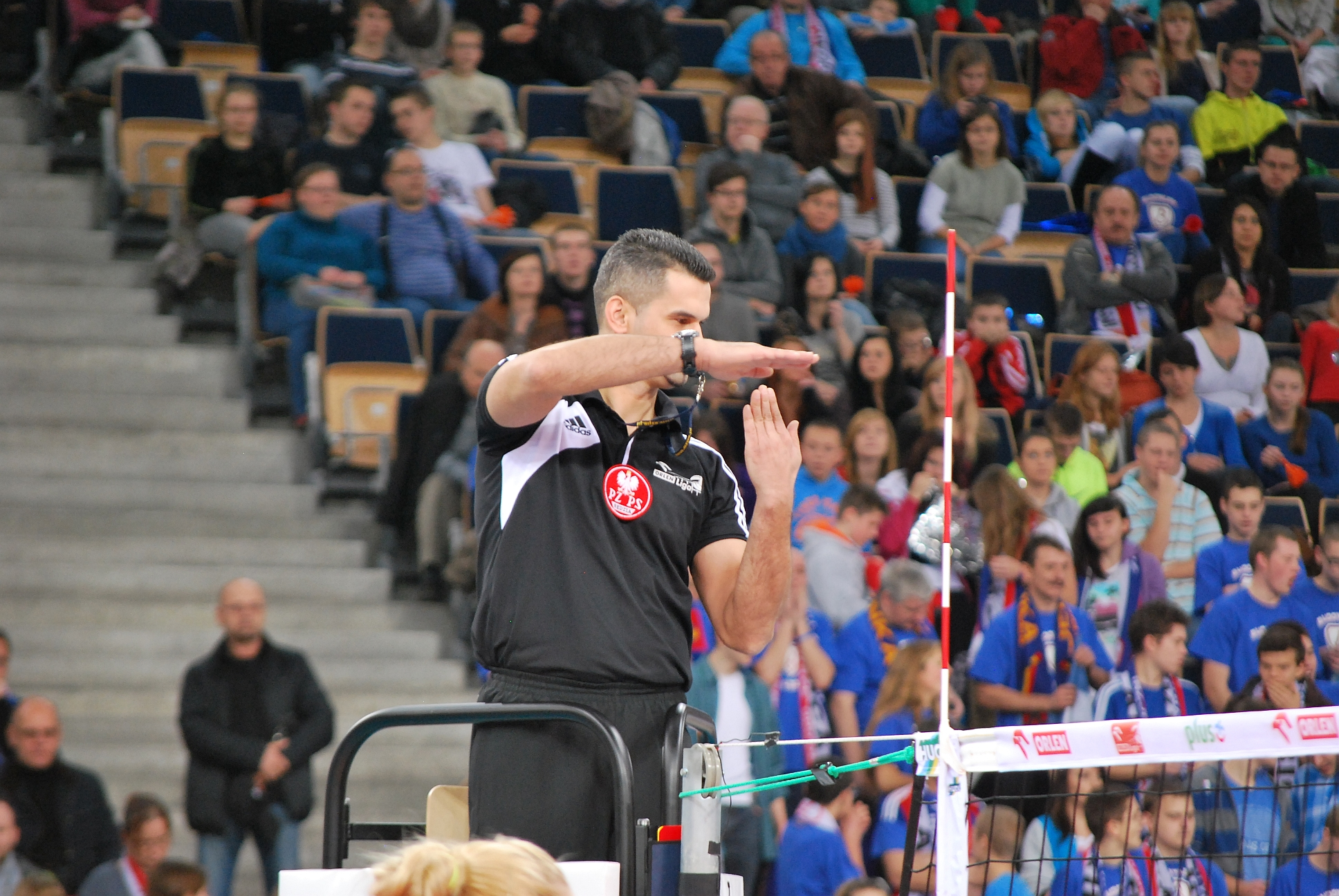
Toque de bola

## Fundamentos
Um time que deseja competir em nível internacional precisa dominar um conjunto de seis habilidades básicas, denominadas usualmente sob a rubrica "fundamentos". Elas são: saque, passe, levantamento, ataque, bloqueio e defesa. A cada um destes fundamentos compreende um certo número de habilidades e técnicas que foram introduzidas ao longo da história do voleibol e são hoje consideradas prática comum no esporte.

### Saque ou serviço

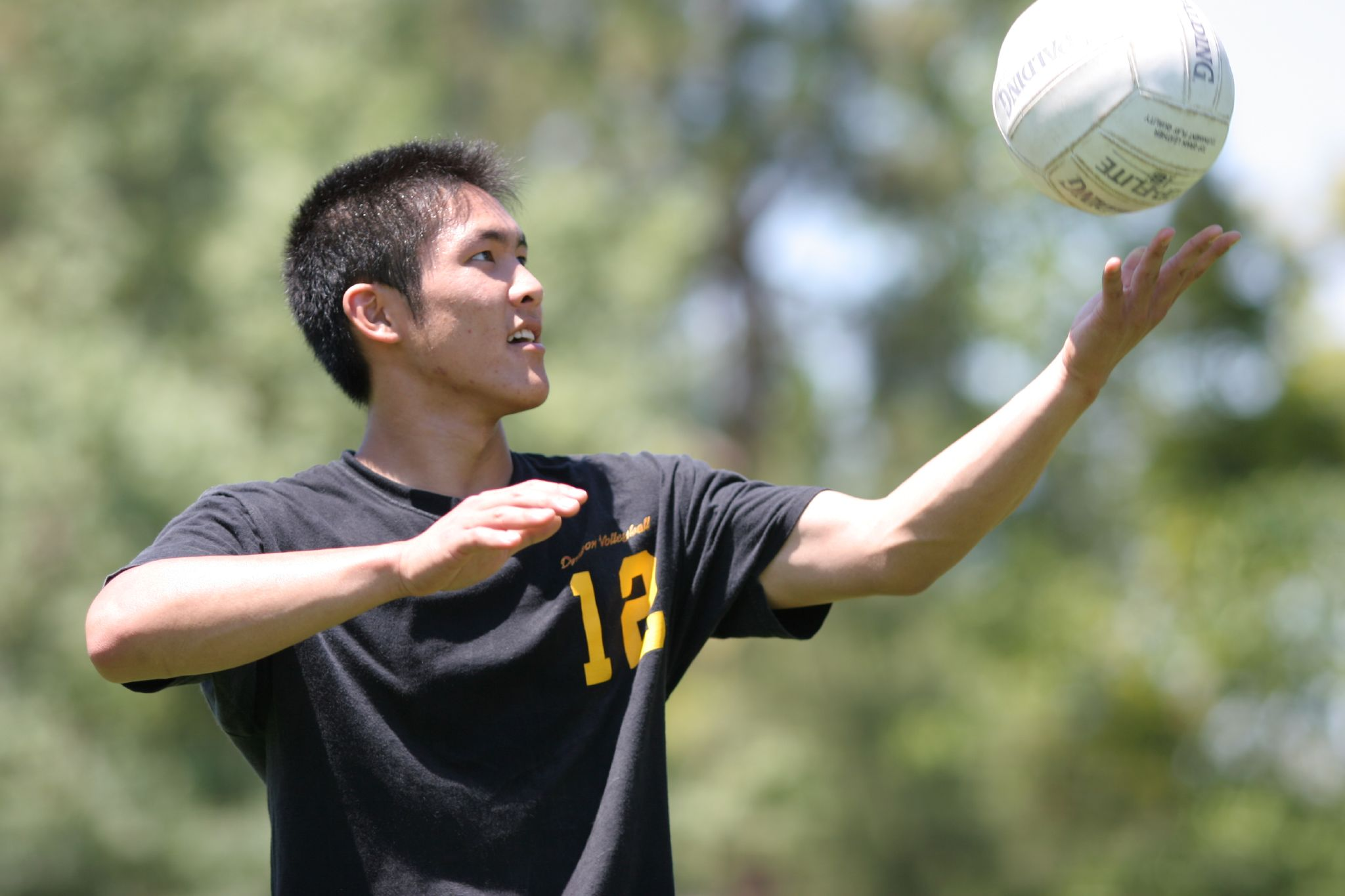
Jogador preparando-se para sacar.

O saque ou serviço marca o início de uma disputa de pontos no voleibol. Um jogador posta-se atrás da linha de fundo de sua quadra, estende o braço e acerta a bola, de forma a fazê-la atravessar o espaço aéreo acima da rede delimitado pelas antenas e aterrissar na quadra adversária. Seu principal objetivo consiste em dificultar a recepção de seu oponente controlando a aceleração e a trajetória da bola.
Existe a denominada área de saque, que é constituída por duas pequenas linhas nas laterais da quadra, o jogador não pode sacar de fora desse limite.
Um saque que a bola aterrissa diretamente sobre a quadra do adversário sem ser tocada pelo adversário - é denominado em voleibol "ace", assim como em outros esportes tais como o tênis.
No voleibol contemporâneo, foram desenvolvidos muitos tipos diferentes de saques:
- Saque por baixo ou por cima: indica a forma como o saque é realizado, ou seja, se o jogador acerta a bola por baixo, no nível da cintura, ou primeiro lança-a no ar para depois acertá-la acima do nível do ombro. A recepção do saque por baixo é usualmente considerada muito fácil, e por esta razão esta técnica não é mais utilizada em competições de alto nível.
- Jornada nas estrelas: um tipo específico de saque por baixo, em que a bola é acertada de forma a atingir grandes alturas (em torno de 25 metros). O aumento no raio da parábola descrito pela trajetória faz com que a bola desça quase em linha reta, e em velocidades da ordem de 70 quilômetros por hora. Ao contrário do que todos imaginam, o primeiro atleta brasileiro a executá-lo não foi o Bernard Rajzman, e sim Vicente Pinheiro Chagas, no início da década de 1950. Vicentão, como era conhecido em Minas Gerais, executou esse tipo de saque quando jogava pelo Clube Atlético Mineiro. Naquela ocasião, a maiorias das quadras eram descobertas em Belo Horizonte, e esse saque surtia, segundo os mais antigos, um efeito devastador. A bola subia além do feixe de luz dos holofotes e, momentaneamente, não era vista pelos jogadores. Muitos anos depois, Bernard aplicou esse tipo de saque na praia no início da década de 1980, e o levou para os ginásios com muito sucesso. Na ocasião, passava, na televisão brasileira, o seriado "Jornada nas Estrelas". Foi o bastante para o saque ser batizado com esse nome. Popularizado na década de 1980 pela equipe brasileira, especialmente pelo ex-jogador Bernard Rajzman, ele hoje é considerado ultrapassado, e já não é mais empregado em competições internacionais.
- Saque com efeito: denominado em inglês spin serve, trata-se de um saque em que a bola ganha velocidade ao longo da trajetória, ao invés de perdê-la, graças a um efeito produzido dobrando-se o pulso no momento do contato.
- Saque flutuante ou saque sem peso: saque em que a bola é tocada apenas de leve no momento de contato, o que faz com que ela perca velocidade repentinamente e sua trajetória se torne imprevisível.
- Viagem ao fundo do mar: saque em que o jogador lança a bola, faz a aproximação em passadas como no momento do ataque, e acerta-a com força em direção à quadra adversária. Supõe-se que este saque já existisse desde a década de 1960, e tenha chegado ao Brasil pelas mãos do jogador Feitosa. De todo modo, ele só se tornou popular a partir da segunda metade dos anos 1980.
- Saque oriental: o jogador posta-se na linha de fundo de perfil para a quadra, lança a bola no ar e acerta-a com um movimento circular do braço oposto. O nome deste saque provém do fato de que seu uso contemporâneo restringe-se a algumas equipes de voleibol feminino da Rússia.

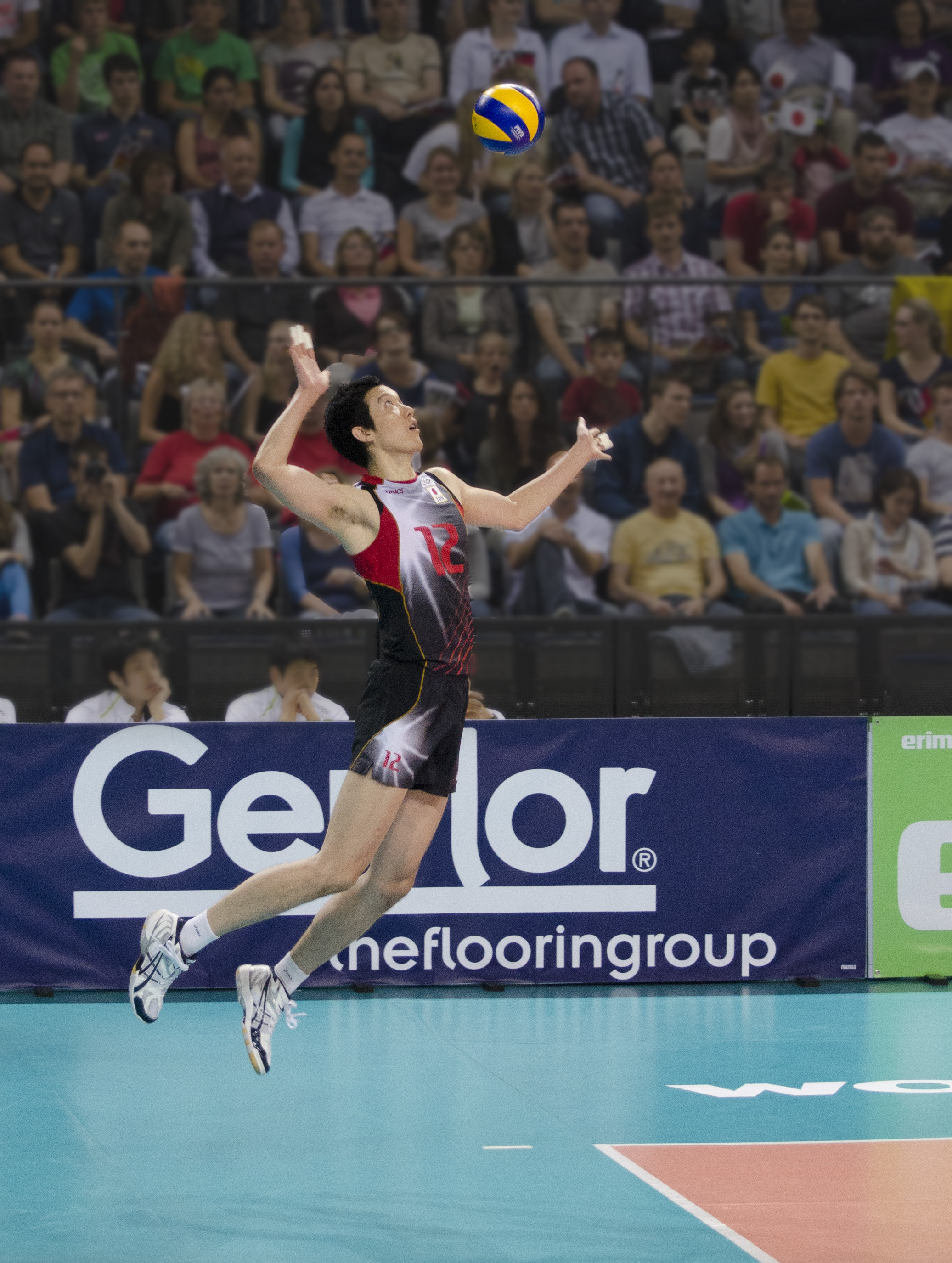
Saque em suspensão "Viagem"

### Passe

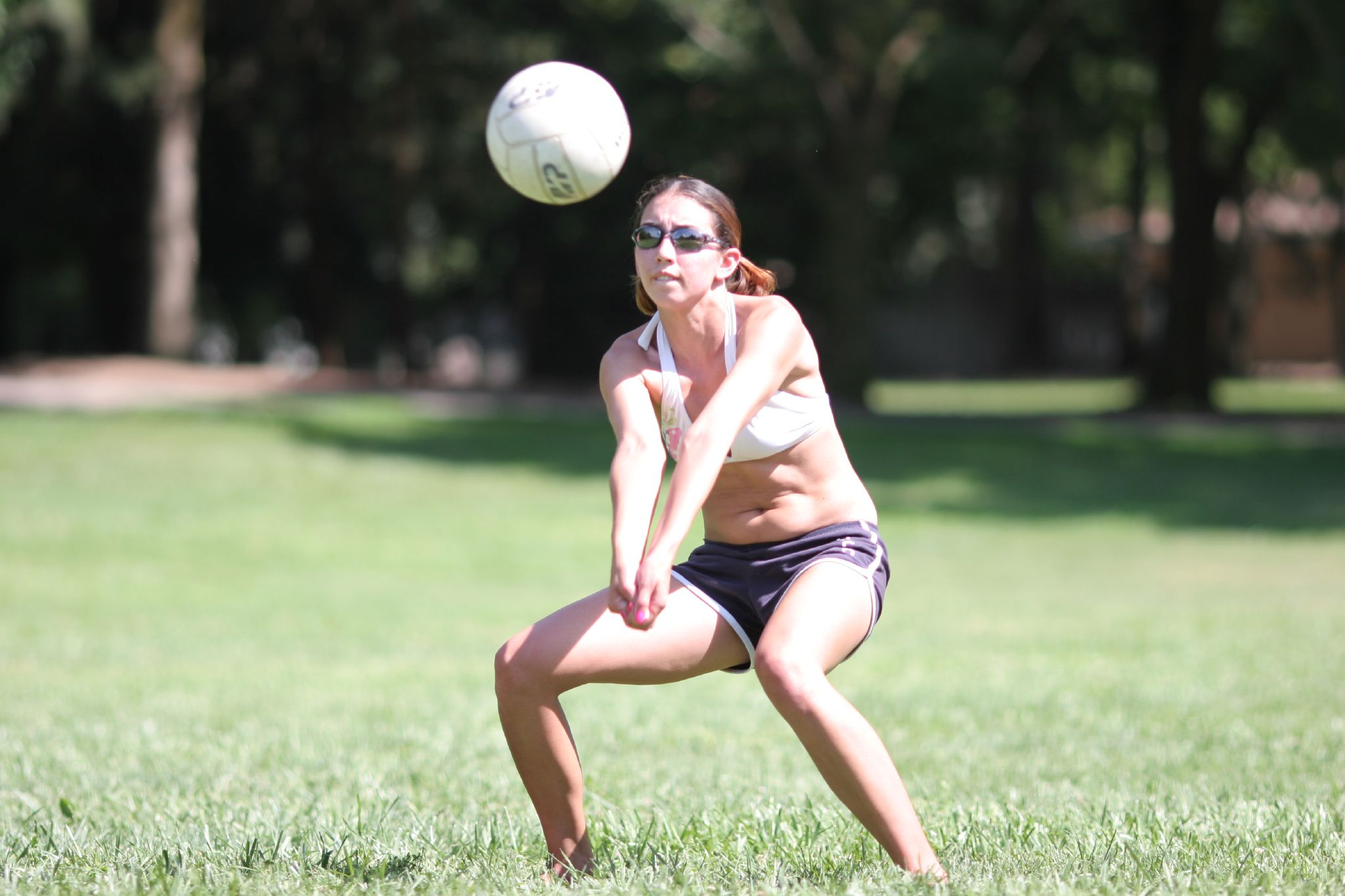
Passe realizado com manchete.

Também chamado recepção, o passe é o primeiro contato com a bola por parte do time que não está sacando e consiste, em última análise, em tentativa de evitar que a bola toque a sua quadra, o que permitiria que o adversário marcasse um ponto. Além disso, o principal objetivo deste fundamento é controlar a bola de forma a fazê-la chegar rapidamente e em boas condições nas mãos do levantador, para que este seja capaz de preparar uma jogada ofensiva.
O fundamento "passe" envolve basicamente duas técnicas específicas: a "manchete", em que o jogador empurra a bola com a parte interna dos braços esticados, usualmente com as pernas flexionadas e abaixo da linha da cintura; e o "toque", em que a bola é manipulada com as pontas dos dedos acima da cabeça.
Quando, por uma falha de passe, a bola não permanece na quadra do jogador que está na recepção, mas atravessa por cima da rede em direção à quadra da equipe adversária, diz-se que esta pessoa recebeu uma "bola de graça".

#### Manchete
Manchete é um golpe executado por um jogador de voleibol, realizado com os antebraços unidos e com os braços estendidos para que a bola não toque no chão. O jogador tentará receber o saque adversário efetuando um passe para o levantador. Erros resultam em pontos para o adversário, a manchete tem grande influência no jogo, sendo ela responsável pela defesa do saque e de cortadas.
A posição da manchete deve ser executada com eficiência. É considerada um princípio de defesa. O líbero é o que fica encarregado de pegar saques e cortes, usando a manchete. E no caso de alguns levantadores a manchete é usada para uma melhor colocação da bola para o atacante.
A manchete é o tipo de defesa mais usado no jogo de voleibol. Ela é usada em bolas que vem em baixa altitude, e que não tem chance de ser devolvida com o toque. O movimento da manchete tem início nas pernas e é realizado de baixo para cima numa posição mais ou menos cômoda, é importante que a perna seja flexionada na hora do movimento, garantindo maior precisão e comodidade no movimento.
Foi o último dos fundamentos a ser adicionado ao jogo. Uma vez que o saque foi ficando mais potente, e o toque, não era mais tão eficaz, abriu-se espaço para a implantação da manchete. Quando a manchete é mal efetuada e o passe acaba indo para a equipe adversária, diz-se que houve "bola de graça".

### Levantamento

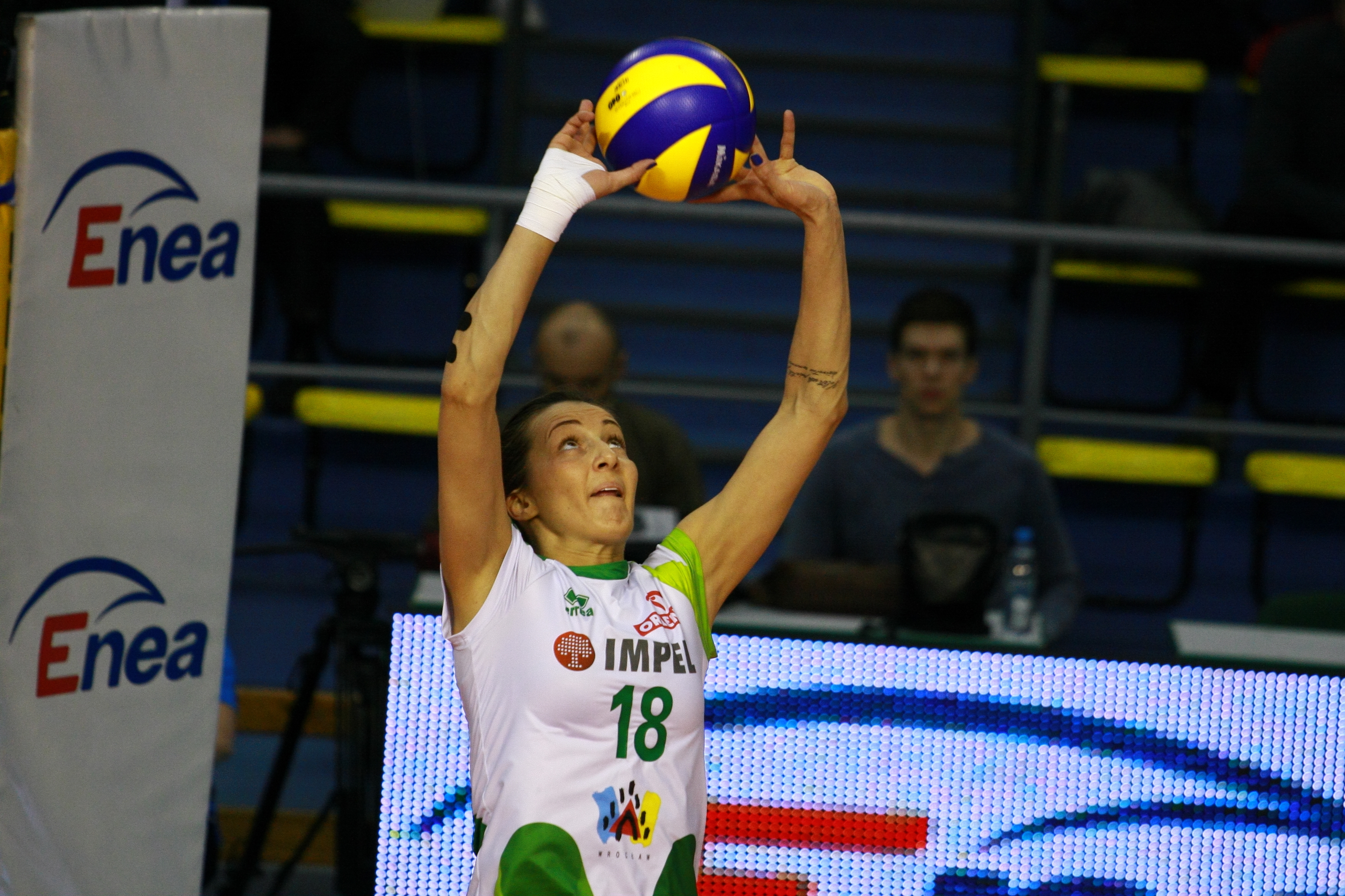
Levantamento

O levantamento é normalmente o segundo contato de um time com a bola. Seu principal objetivo consiste em posicioná-la de forma a permitir uma ação ofensiva por parte da equipe, ou seja, um ataque.
A exemplo do passe, pode-se distinguir o levantamento pela forma como o jogador executa o movimento, ou seja, como "levantamento de toque" e "levantamento de manchete". Como o primeiro usualmente permite um controle maior, o segundo só é utilizado quando o passe está tão baixo que não permite manipular a bola com as pontas dos dedos, ou no voleibol de praia, em que as regras são mais restritas no que diz respeito à infração de "carregar".
Também costuma-se utilizar o termo "levantamento de costas", em referência à situação em que a bola é lançada na direção oposta àquela para a qual o levantador está olhando.
Quando o jogador não levanta a bola para ser atacada por um de seus companheiros de equipe, mas decide lançá-la diretamente em direção à quadra adversária numa tentativa de conquistar o ponto rapidamente, diz-se que esta é uma "bola de segunda".

### Ataque

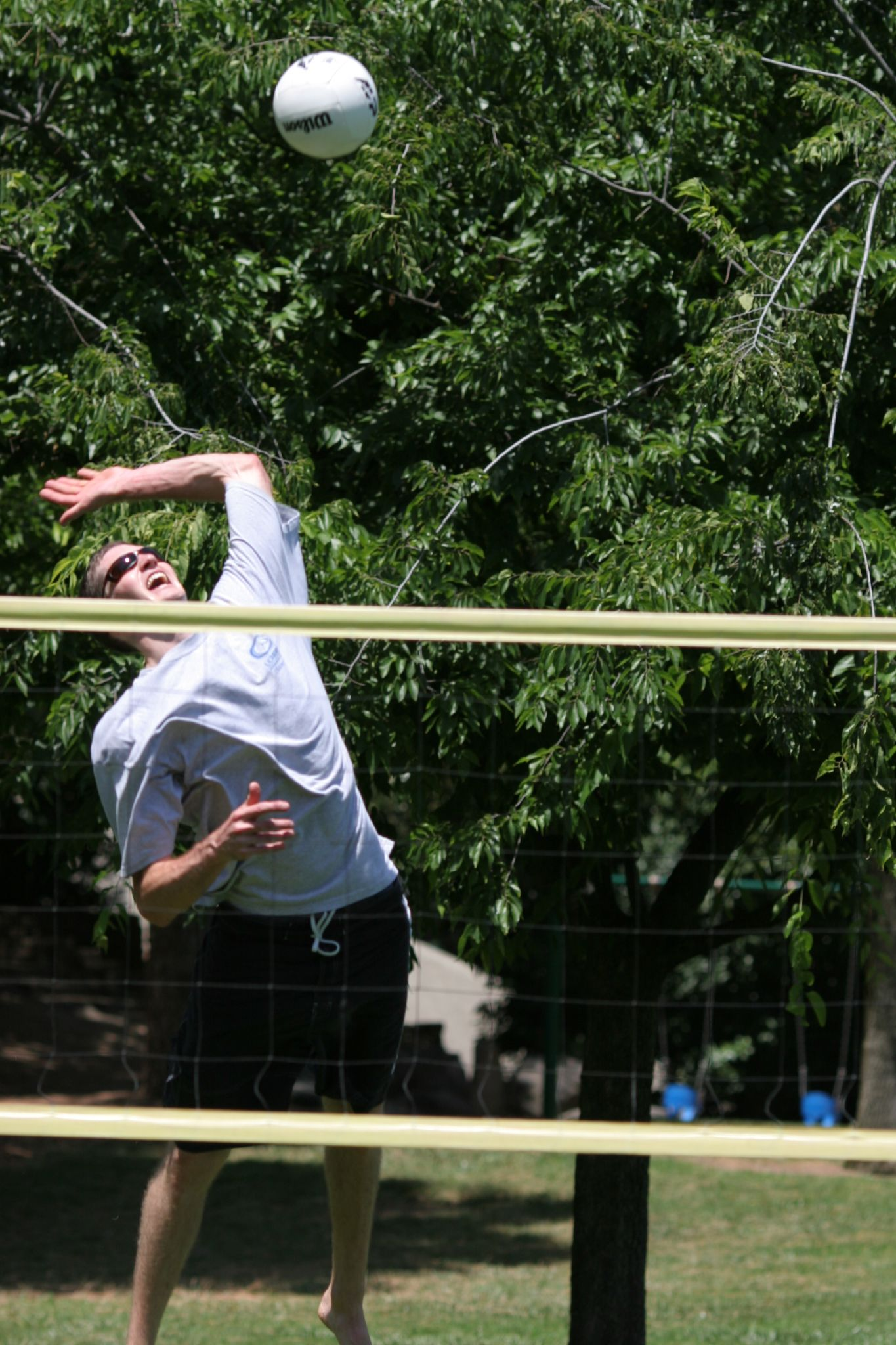
Jogador atacando.

O ataque é, em geral, o terceiro contato de um time com a bola. O objetivo deste fundamento é fazer a bola aterrissar na quadra adversária, conquistando deste modo o ponto em disputa. Para realizar o ataque, o jogador dá uma série de passos contados ("passada"), salta e então projeta seu corpo para a frente, transferindo deste modo seu peso para a bola no momento do contato.
O voleibol contemporâneo envolve diversas técnicas individuais de ataque:
- Ataque do fundo: ataque realizado por um jogador que não se encontra na rede, ou seja, por um jogador que não ocupa as posições 2-4. O atacante não pode pisar na linha de três metros ou na parte frontal da quadra antes de tocar a bola, embora seja permitido que ele aterrisse nesta área após o ataque.
- Diagonal ou Paralela: indica a direção da trajetória da bola no ataque, em relação às linhas laterais da quadra. Uma diagonal de ângulo bastante pronunciado, com a bola aterrissando na zona frontal da quadra adversária, é denominada "diagonal curta".
- Cortada ou Remate: refere-se a um ataque em que a bola é acertada com força, com o objetivo de fazê-la aterrissar o mais rápido possível na quadra adversária. Uma cortada pode atingir velocidades de aproximadamente 200 quilômetros por hora.
- Largada: refere-se a um ataque em que jogador não acerta a bola com força, mas antes toca-a levemente, procurando direcioná-la para uma região da quadra adversária que não esteja bem coberta pela defesa.
- Explorar o bloqueio: refere-se a um ataque em que o jogador não pretende fazer a bola tocar a quadra adversária, mas antes atingir com ela o bloqueio oponente de modo a que ela, posteriormente, aterrise em uma área fora de jogo.
- Ataque sem força: o jogador acerta a bola mas reduz a força e consequentemente sua aceleração, numa tentativa de confundir a defesa adversária.
- Bola de xeque: refere-se à cortada realizada por um dos jogadores que está na rede quando a equipe recebe uma "bola de graça" (ver passe, acima).

### Bloqueio

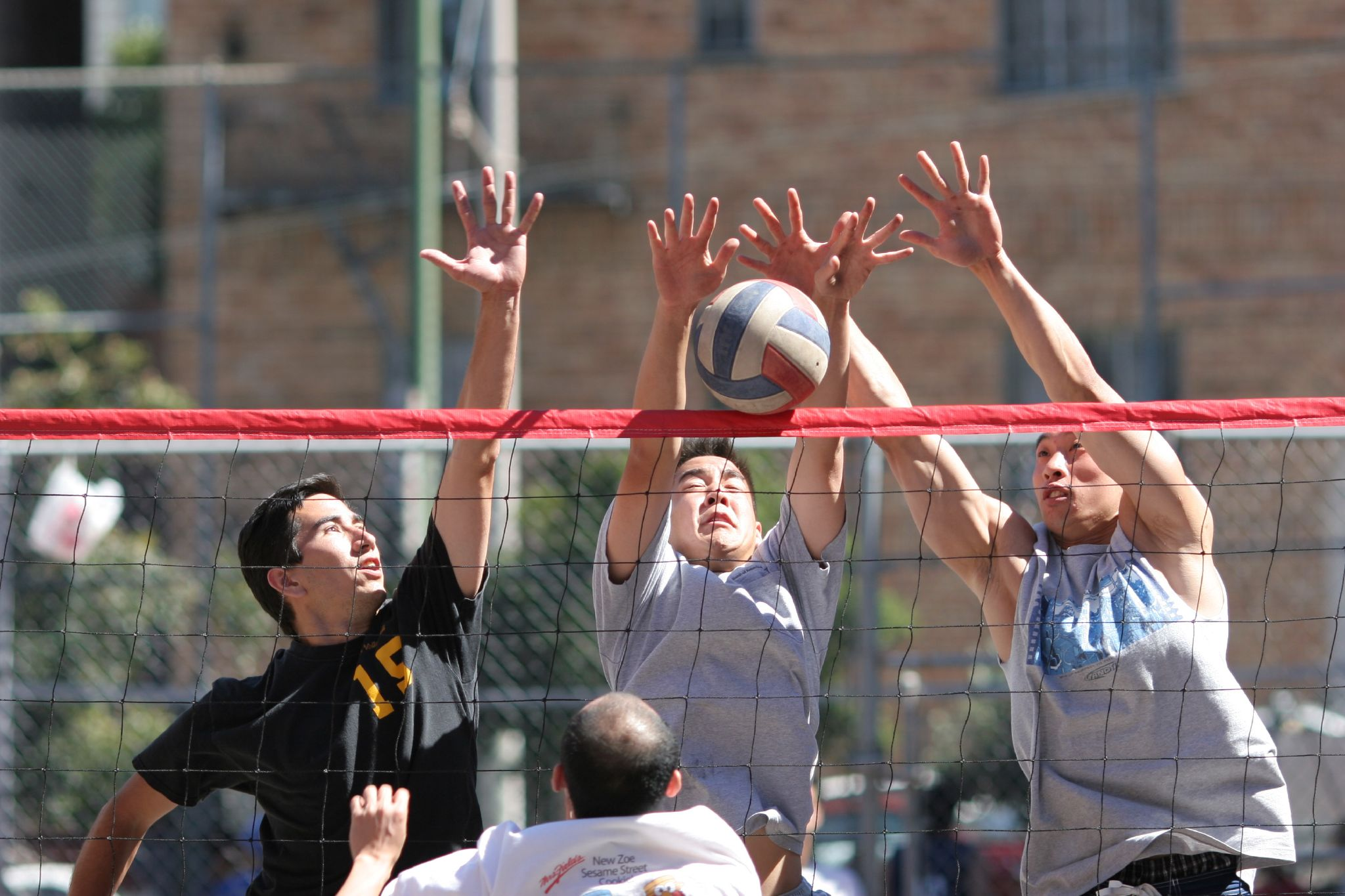
Bloqueio triplo.

O bloqueio refere-se às ações executadas pelos jogadores que ocupam a parte frontal da quadra (posições 2-3-4) e que têm por objetivo impedir ou dificultar o ataque da equipe adversária. Elas consistem, em geral, em estender os braços acima do nível da rede com o propósito de interceptar a trajetória ou diminuir a velocidade de uma bola que foi cortada pelo oponente.
Denomina-se "bloqueio ofensivo" à situação em que os jogadores têm por objetivo interceptar completamente o ataque, fazendo a bola permanecer na quadra adversária. Para isto, é necessário saltar, estender os braços para dentro do espaço aéreo acima da quadra adversária e manter as mãos viradas em torno de 45-60° em direção ao punho. Um bloqueio ofensivo especialmente bem executado, em que bola é direcionada diretamente para baixo em uma trajetória praticamente ortogonal em relação ao solo, é denominado "toco".
Um bloqueio é chamado, entretanto, "defensivo" se tem por objetivo apenas tocar a bola e deste modo diminuir a sua velocidade, de modo a que ela possa ser melhor defendida pelos jogadores que se situam no fundo da quadra. Para a execução do bloqueio defensivo, o jogador reduz o ângulo de penetração dos braços na quadra adversária, e procura manter as palmas das mãos voltadas em direção à sua própria quadra.
O bloqueio também é classificado, de acordo com o número de jogadores envolvidos, em "simples", "duplo" e "triplo".

### Defesa

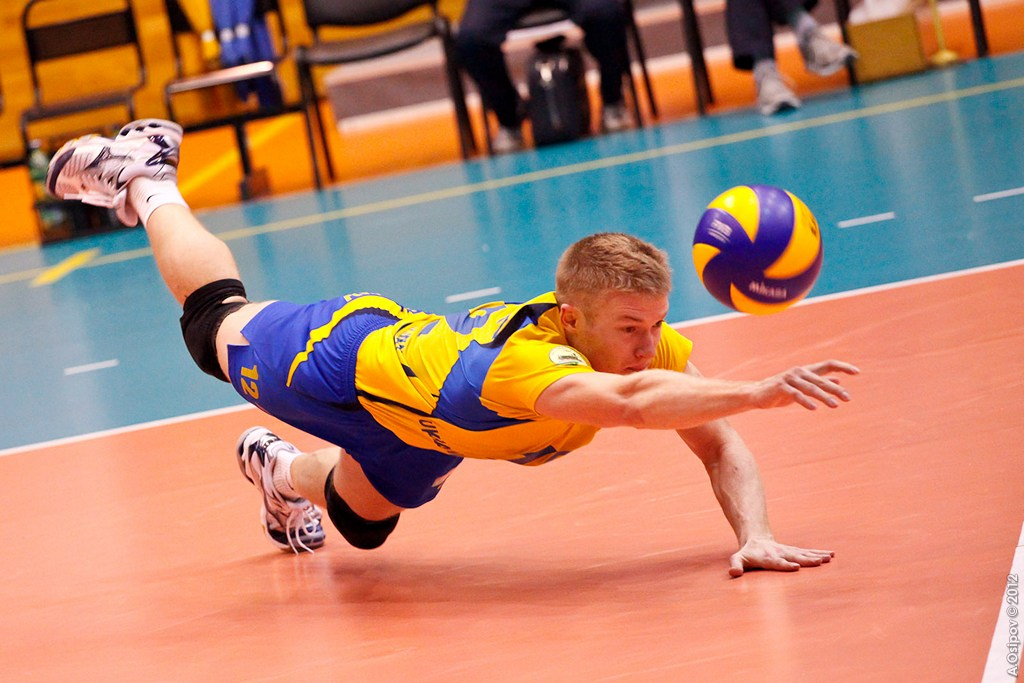
Defesa.

A defesa consiste em um conjunto de técnicas que têm por objetivo evitar que a bola toque a quadra após o ataque adversário. Além da manchete e do toque, já discutidos nas seções relacionadas ao passe e ao levantamento, algumas das ações específicas que se aplicam a este fundamento são:
- Peixinho: o jogador atira-se no ar, como se estivesse mergulhando, para interceptar uma bola, e termina o movimento sob o próprio abdômen.
- Rolamento: o jogador rola lateralmente sobre o próprio corpo após ter feito contato com a bola. Esta técnica é utilizada, especialmente, para minimizar a possibilidade de contusões após a queda que é resultado da força com que uma bola fora cortada pelo adversário.
- Martelo: o jogador acerta a bola com as duas mãos fechadas sobre si mesmas, como numa oração. Esta técnica é empregada, especialmente, para interceptar a trajetória de bolas que se encontram a uma altura que não permite o emprego da manchete, mas para as quais o uso do toque não é adequado, pois a velocidade é grande demais para a correta manipulação com as pontas dos dedos.
- Posição de expectativa: Estratégia ou tática adotada antes do saque adversário de posicionamento da defesa, podendo ser no centro ou antecipado em uma das metades da quadra.[12]

## Saltos
Durante uma partida, um jogador dá de sessenta a oitenta saltos entre os saques, ataques e bloqueios. Alguns podem chegar a cem saltos.

## Principais competições
Organizadas pela federação internacional (FIVB), as principais competições de voleibol são torneios internacionais que podem ser divididos em dois grupos: grandes eventos que ocorrem em ciclos de quatro anos e eventos anuais, criados a partir da década de 1990. De menor importância, mas igualmente tradicionais, são os torneios organizados por cada uma das cinco grandes confederações continentais.
Por fim, diversas federações possuem torneios e ligas nacionais, que ganham em prestígio de acordo com o volume de capital investido e a qualidade dos atletas envolvidos.
Entre as principais competições de voleibol, destacam-se:

### Internacionais
- Torneio Olímpico de Voleibol: a cada quatro anos, desde 1964
- Campeonato Mundial de Voleibol: a cada quatro anos, desde 1949 (homens) e 1952 (mulheres)
- Copa do Mundo: a cada quatro anos, desde 1965 (homens) e 1973 (mulheres)
- Liga das Nações: anualmente, desde 2018
- Copa dos Campeões de Voleibol: a cada quatro anos, desde 1993

### Nacionais
- Superliga Brasileira de Voleibol (Brasil)
- Liga Italiana de Voleibol (Itália)
- Campeonato Argentino de Voleibol Masculino (Argentina)
- Campeonato Russo de Voleibol Masculino (Rússia)